# Arachnophaga halysidotae
Arachnophaga halysidotae is een vliesvleugelig insect uit de familie Eupelmidae. De wetenschappelijke naam is voor het eerst geldig gepubliceerd in 1913 door Brèthes.